# Руднева-Кашеварова, Варвара Александровна
Варва́ра Алекса́ндровна Руднева-Кашеварова (по другим данным — Кашеварова-Руднева, урождённая — Нафанова; (1841, Чаусы Могилевская губерния, Российская империя — 1899, Старая Русса, Новгородская губерния, Российская империя) — первая российская женщина — врач, доктор медицины.
В списке врачей «Российский медицинский список изданный медицинским департаментом министерства внутренних дел на 1877 год» она значится как Кашеварова Варвара Александровна.

## Биография
Родилась в бедной еврейской семье учителя, где и жила до двенадцати лет, оставаясь неграмотной. Вначале жила в г. Чаусы Могилевской губернии, затем, когда умерла мать, переехала с отцом в Велиж Витебской губернии, где он завёл новую семью. С ней обращались грубо, часто бранили и даже били. В результате она бежала в Санкт-Петербург. Бродяжничала, в 12 лет попала с брюшным тифом в больницу Царского села. Чистота, полноценное питание и внимательное отношение докторов поразили девочку. Тогда она впервые задумалась о том, что хочет стать врачом. После выздоровления Варвары, врачи помогли ей устроиться на службу в Петербург. Она помогала по хозяйству в нескольких домах, выучилась у хозяев грамоте.
В 15 лет Варвара вышла замуж за богатого купца Николая Кашеварова, который был вдвое старше девушки, но через год оставила его, потому что, несмотря на данное перед венчанием обещание, муж не позволял Варваре продолжать обучение.
В 1862 году Варвара, узнав о том, что Оренбургскому казачеству нужны акушерки для оказания помощи женщинам-мусульманкам, которым религиозный закон не позволял обращаться к помощи врачей-мужчин, отправилась в Башкирию. Её назначили повивальной бабкой Башкирского казачьего войска и выплачивали 28 рублей стипендии.
Поступила в Повивальный институт. На экзаменах, пройдя годичные курсы за четыре месяца, Кашеварова поразила комиссию знаниями и навыками. Комиссией был поднят вопрос о выдаче Кашеваровой особой награды за успехи — денежной премии в размере годичного жалованья. Но Варвара Александровна попросила в качестве награды дать ей возможность учиться дальше. Однако против этого выступили Кашеваровы, припомнив, что как родившаяся в еврейской семье, она должна жить в пределах черты оседлости. Исполнить её желание удалось благодаря заступничеству и особому ходатайству Оренбургского генерал-губернатора Безака, с разрешения военного министра Дмитрия Милютина она в виде исключения (женщинам было запрещено учиться в университетах) была зачислена в 1863 году в Медико-хирургическую академию в качестве вольнослушательницы-стипендиатки. Она изучала венерологию (среди башкир в то время лютовал сифилис).
Это произвело большую сенсацию в обществе. Кашеваровой заинтересовались в революционных кругах, и ей приходилось держать себя весьма осторожно, не сближаясь с радикальными кружками, так как её положение как женщины в стенах академии было весьма непрочным. Во время учёбы она ездила учиться в венские клиники, работала в Праге, написала свою первую научную работу. В академии Кашеварова познакомилась с профессором Михаилом Рудневым, с которым они впоследствии поженились.
Окончив курс, она выдержала экзамен на звание доктора медицины и получила диплом на вторую золотую медаль. В медицинском мире сначала говорили, что её работами пользуется профессор Руднев, за которого она вышла замуж по окончании курса, а потом — что Руднев сделал всё для неё. Неудовольствие профессором Рудневым завершилось беспорядками среди студентов академии, следствием которых было временное закрытие академии и оставление профессором Рудневым звания учёного секретаря. 9 декабря 1868 женщина была впервые в России признана врачом.
К защите докторской диссертации Руднева-Кашеварова сначала не была допущена, несмотря на то, что она напечатала (в «Архиве» Вирхова) работу, извлечения из которой вошли во многие руководства по акушерству. 25 мая 1876 года впервые в России женщина защитила диссертацию. Кашеварову-Рудневу признали в степени доктора медицины.
Звания доктора медицины была удостоена по защите диссертации «Материалы для патологической анатомии маточного влагалища» (1867).
Её стремление стать преподавательницей на открытых в 1873 г. Высших женских медицинских курсах не увенчалось успехом.
Кашеварова-Руднева специализировалась в области акушерства и гинекологии, а её научные статьи публиковались в отечественных и немецких журналах. Кашеварова была принята в члены «Товарищества русских врачей в Петербурге», как сделавшая научный доклад. Это также был первый случай приема женщин в члены медицинского товарищества.
В 1869 году Кашеварова находилась за границей, а в Нью-Йорке была издана книга «Женщины-медики», в которой помещена восторженная статья о Кашеваровой.
Оренбургскому краю за свою стипендию Руднева-Кашеварова никогда не служила, так как зачислить её в число служащих местного военного госпиталя, значило бы предоставить ей права государственной службы, а этого прецедента не хотели допустить.
В 1877 году Россия объявила войну Турции, Кашеварова-Руднева обратилась с просьбой назначить её в действующую армию, но получила отказ. Профессор Руднев преподавал на курсах, она помогала мужу заниматься со студентами, но делалось это неофициально.
Потом Варвара решила отправиться за границу, где участвовала в международных медицинских конгрессах в европейских странах, в Америке, в Филадельфии, опубликовала там более 15 научных работ.
Со смертью мужа началась откровенная травля женщины-врача. В столичных газетах того времени появлялись злобные статьи и карикатуры на Кашеварову-Рудневу. Она бежала из царской столицы и до конца жизни работала сельским врачом, изредка выезжая в ближайший университетский город Харьков, где давала лекции. В газете «Новости» писала публицистические статьи, продолжала научную работу, обрабатывала прежние свои материалы. Готовила ко второму изданию свою книгу «Гигиена женского организма во всех фазисах жизни», но ей не хватало средств на покупку литературы.
С 1881 она прожила около 8 лет в своем хуторе (Валуйского уезда Воронежской губернии), занимаясь сельским хозяйством и медицинской практикой среди крестьян окрестных деревень; затем переселилась в Старую Руссу.
Кашеварова стала первой женщиной, получившей диплом врача и защитившей диссертацию в России, совершила революцию в борьбе за женское равноправие в стране. Однако за это пришлось заплатить высокую цену — здоровье её было подорвано. Она умерла ещё не старой от тяжелого сердечного заболевания.

## Избранные труды
- «О свободных телах брюшной полости» («Архив» Вирхова, т. 47),
- «К учению о плацентарных полипах» («Журнал для нормальной и патологической анатомии», 1873),
- «Гигиена женского организма» (1892),
- рассказ «Пионерка» (автобиография, «Новости», 1886, 15 и 22 сентября),
- «К истории женского медицинского образования» (автобиография, там же, 7 и 14 ноября),
- «Деревенские заметки» (там же, 1888, 19 и 26 июня) и др.